# Трубниково (Ярославская область)
Трубниково — деревня в Некрасовском районе Ярославской области. Входит в состав сельского поселения Красный Профинтерн. 

## География
Находится в восточной части Ярославской области на расстоянии приблизительно 16 км на север-северо-восток по прямой от административного центра района поселка Некрасовское в левобережной части района.

## История
Деревня была отмечена еще на карте 1798 года. В 1859 году здесь (деревня Даниловского уезда Ярославской губернии) было учтено 17 дворов.

## Население
Численность населения: 101 человек (1859 год), 18 (русские 100 %) в 2002 году, 7 в 2010.
На 2024 год сложно определить настоящее количество жителей деревни. Большая часть владельцев недвижимости - прямые потомки первых жителей. Местных почти не осталось. 